# Diables del Casc Antic de Barcelona
La colla de Diables del Casc Antic de Barcelona es va fundar l'any 1997 i d'ençà d'aleshores ha portat els seus correfocs i espectacles tant als barris de la ciutat com a diverses localitats catalanes. Amb el temps, ha anat incorporat actes als habituals. Per exemple, les cercaviles i activitats més recents relacionades amb la festa del foc.
Els Diables del Casc Antic de Barcelona van acompanyats d'una formació de tabalers nascuda l'any 1998 com a secció de la colla de diables. A partir dels ritmes tradicionals propis de les festes de foc, el grup de tabalers n'ha incorporats de més actuals, amb un repertori que inclou tarantel·les, marxes, buleries, música funk, reggae i percussió japonesa, per exemple. Des de l'any 2002, els tabalers també fan aparicions com a colla de percussió independent, amb el nom de Ku-Kum-Ku.
Una altra de les seccions és la colla infantil, amb infants a partir de cinc anys. Igual com la secció dels adults, fan sortides anuals per les festes de Nadal i per les Festes Patronals. La colla té la seu al Centre Sant Pere Apòstol, un espai sociocultural de trobada dels veïns del barri de Sant Pere creat l'any 1892.